# Lisdexanfetamina

Lisdexanfetamina.

La lisdexanfetamina (L-lisina - dextroanfetamina) es un estimulante del sistema nervioso central (SNC) y profármaco de dextroanfetamina de la clase de feniletilamina y clase de anfetamina que se utiliza en el tratamiento del trastorno por déficit de atención con hiperactividad (TDAH) y el trastorno por atracón. Su estructura molecular consiste en dextroanfetamina junto con el aminoácido esencial L-lisina. La lisdexanfetamina en sí es inactiva y actúa como un profármaco de dextroanfetamina en la escisión de la porción de lisina de la molécula. La lisdexanfetamina puede ser prescrita para el tratamiento del trastorno por déficit de atención con hiperactividad (TDAH) en adultos y niños de seis años o más, así como para el trastorno por atracón moderado a grave en adultos. 
La seguridad y la eficacia de lisdexanfetamina dimesilato en niños con TDAH de tres a cinco años de edad no se han establecido. La lisdexanfetamina es una sustancia de clase B / II en el Reino Unido y una sustancia controlada de la Lista II en los Estados Unidos (DEA número 1205) y la cuota de producción agregada para 2016 en los Estados Unidos es de 29 750 kilogramos de ácido anhidro o de base. La lisdexanfetamina se encuentra actualmente en ensayos de fase III en Japón para el TDAH.
Es una prodroga, dado que para que sea activa como droga debe activarse en el tubo digestivo, por lo que tarda entre 1 y 2 horas en hacer sus efectos.

## Uso farmacológico

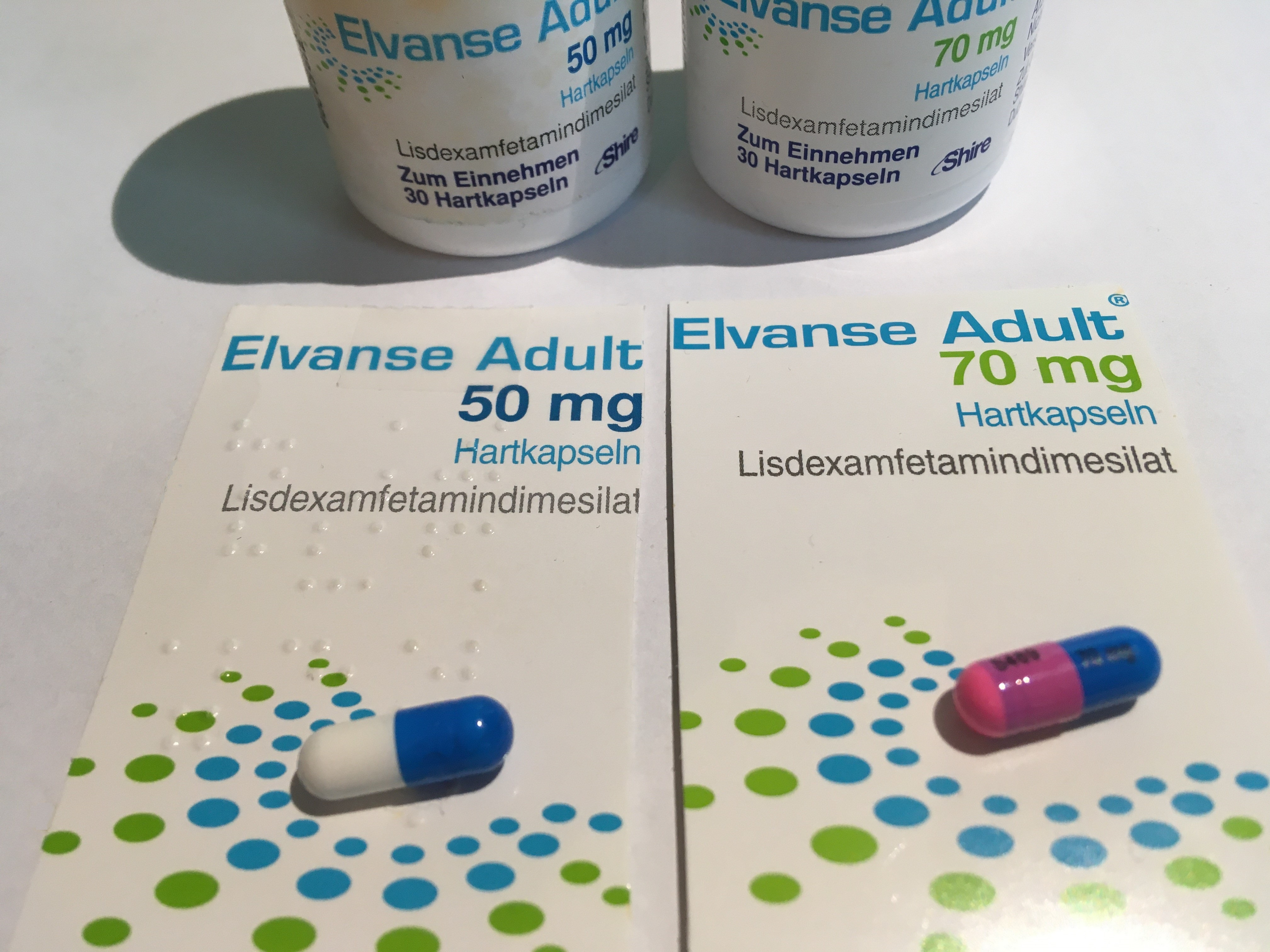
Elvanse Adultos, una de las presentaciones del fármaco

En la sangre tiene la función estimulante de una anfetamina y es muy útil para el trastorno por déficit de atención con hiperactividad. Tiene menos potencial adictivo que las anfetaminas que no requieren activación metabólica. Se toma una vez por día.
El medicamento fue autorizado por la FDA en 2007.